# José Janini Cuesta
José Janini Cuesta (València, 22 d'agost de 1915 - València, 27 de setembre de 1987) va ser un liturgista i metge valencià.
Després d'estudiar el batxillerat al col·legi de Sant Josep, de la Companyia de Jesús, va cursar la carrera de 
Medicina a la Universitat de València, llicenciant-se el 1939, i convertint-se en metge i cirurgià. Aquell mateix any ingressà al seminari i estudià Teologia a la Universitat Pontifícia de Comillas, a Cantàbria, però no abandonà els estudis mèdics, doctorant-se en Medicina a la Universitat de Madrid el 1943. El grau de llicenciat en Teologia l'aconseguí el 1947 a la Universitat Gregoriana de Roma, on dos anys després acabaria doctorant-se en teologia. Tornat a València, sacerdot i exercí el ministeri sacerdotal com a professor de Teologia Moral al Seminari Metropolità de València des de 1949 fins a 1961. Entre 1950 i 1959 també va exercir de professor de Deontologia Mèdica a la Facultat de Medicina de la Universitat de València. No obstant això, des de 1959 redirigí els seus estudis cap al camp de la litúrgia, a la qual es dedicà de manera exclusiva des que el 1961 abandonés l'ensenyament de la Moral. Durant quinze anys va recórrer les biblioteques d'Espanya per tal de preparar el catàleg dels seus manuscrits litúrgics, però, alhora, es va dedicar de forma especial a l'estudi de la litúrgia hispana i de la publicació de les seves fonts.
Els seus treballs sobre antropologia i medicina i les seves obres sobre litúrgia patrística, alguns de relacionats amb sant Gregori de Nissa, suscitaren polèmiques en l'àmbit internacional. Posteriorment, es dedicà a la publicació de còdexs, fragments de sacramentaris romans i manuscrits litúrgics, amb texts de litúrgia visigòtica, especialment del Liber misticus. Com a fruit d'un Iter hispanicum, publicà inventaris de manuscrits litúrgics de Poblet, Girona, Tarragona, Vic, Vallbona, Biblioteca Nacional d'Espanya i Toledo i, com a complement, dos volums dels conservats a totes les altres biblioteques de l'Estat espanyol.

## Publicacions[3]
- Manuscritos latinos existentes en Poblet (1966)
- Manuscritos litúrgicos de la Biblioteca Nacional (1969)
- Catálogo de los manuscritos litúrgicos de la Catedral de Toledo (1977)
- Manuscritos litúrgicos de las bibliotecas de España (1980).